# New Life
«New Life» (en español, Vida nueva) es el segundo disco sencillo del grupo inglés de música electrónica Depeche Mode publicado en 1981, correspondiente a su álbum Speak & Spell de ese mismo año.
"New Life" es una canción compuesta por Vince Clarke, quien abandonó Depeche Mode a fines del año 1981. Se lanzó solo en Europa y solo en los formatos de 7 y de 12 pulgadas. Como lado B aparece la canción "Shout!" también de Clarke. No se realizó vídeo promocional.

## Descripción
Es prácticamente el primer tema de DM en poseer las características que habrían de distinguir a todas sus creaciones posteriores especialmente en cuanto la proclividad a hacer canciones bailables, e incluso las particularidades de todos sus discos sencillos debido a que existen dos versiones ligeramente distintas en su mezcla.
La versión original en disco 7 pulgadas sería la incluida en la edición inglesa del álbum. Esta comienza con un efecto electrónico de vacío además de que el volumen de las voces en toda su duración es alto. La segunda versión, del disco de 12 pulgadas y bajo el subtítulo de Remix, comienza con el efecto de percusión, el cual es constante durante todo el tema, además de que el único solo vocal a la mitad tiene un acompañamiento sintético que en la otra no aparece.
La versión de 12 pulgadas fue además la que se incluyó en la versión americana de Speak & Spell.
Por lo demás, es un tema sumamente rítmico, altamente bailable y meramente sintético, con lo cual se presentaban como un grupo más del género en un sentido tradicionalista aprovechando solo los recursos que les daban las cajas de ritmos, los teclados electrónicos, un ligero efecto de percusión como en la búsqueda de no sonar tan maquinales y un constante juego de voces con secciones específicas en donde todos corean la frase que da título al tema.
La corta canción "Shout!" que aparece como lado B es también de tipo meramente sintético, haciendo hincapié en la artificialidad como fueron concebidos ambos temas.

## Formatos
En disco de vinilo
7 pulgadas 7Mute14  New Life
| Lado A |            |          |  |
| N.º    | Título     | Duración |  |
| 1.     | «New Life» | 3:45     |  |

| Lado B |          |          |  |
| N.º    | Título   | Duración |  |
| 1.     | «Shout!» | 3:45     |  |

12 pulgadas 12Mute14  New life (Re Mix) - Shout! - Rio Mix
| Lado A |                    |          |  |
| N.º    | Título             | Duración |  |
| 1.     | «New Life» (Remix) | 4:00     |  |

| Lado B |                    |          |  |
| N.º    | Título             | Duración |  |
| 1.     | «Shout!» (Rio Mix) | 7:35     |  |

CD 1991
Para 1991 "New Life" se publicó en formato digital de CD dada su inclusión en la colección de sencillos The Singles Boxes 1-3 de ese año, con lo que vio por primera vez su publicación en los Estados Unidos.

| CDMute14 New Life (Re Mix) - Shout! - Rio Mix |                    |          |  |
| N.º                                           | Título             | Duración |  |
| 1.                                            | «New Life» (Remix) | 3:58     |  |
| 2.                                            | «Shout»            | 3:45     |  |
| 3.                                            | «Shout» (Rio Mix)  | 7:33     |  |

## En directo
"New Life" se interpretó desde el 1980 Tour, durante el 1981 Tour, y posteriormente en los que les siguieron, See You Tour, Broken Frame Tour, Construction Tour y hasta el Some Great Tour. La interpretación desde luego se hacía siempre tal como aparece en el álbum, totalmente sintética al ser uno de los más puramente electrónicos de DM.
Por otro lado, como otros lados B de los primeros años del grupo, "Shout!" se interpretó durante el See You Tour para el cual de hecho fuera el tema abridor, después en el Broken Frame Tour y se reincorporó también en el Some Great Tour.